# Elysius compaingubris
Elysius compaingubris là một loài bướm đêm thuộc phân họ Arctiinae, họ Erebidae.